# Pattinaggio di figura agli VIII Giochi olimpici invernali - Pattinaggio di figura a coppie
La competizione del pattinaggio di figura a coppie degli VIII Giochi olimpici invernali si è svolta il giorno dal 19 febbraio 1960 alla Blyth Arena di Squaw Valley. 

## Risultati
La classifica finale è stata determinata dalla regola della maggioranza dei piazzamenti ottenuti dai singoli sette giudici. Se una coppia è stata al primo posto dalla maggioranza dei giudici, la coppia è classificato prima, il processo è stato poi ripetuto per ogni posto. Se vi era parità si teneva conto di: 1) Totale ordinali, 2) Punti totali, 3) Punti Figure obbligatorie.
| Pos.    | Nazione          | Coppia                             | Risultati Punteggio Totale - Punti ordinali | Risultati Punteggio Totale - Punti ordinali | Risultati Punteggio Totale - Punti ordinali | Risultati Punteggio Totale - Punti ordinali | Risultati Punteggio Totale - Punti ordinali | Risultati Punteggio Totale - Punti ordinali | Risultati Punteggio Totale - Punti ordinali | Risultati Punteggio Totale - Punti ordinali | Risultati Punteggio Totale - Punti ordinali | Risultati Punteggio Totale - Punti ordinali |
| Pos.    | Nazione          | Coppia                             | Giudici                                     | Giudici                                     | Giudici                                     | Giudici                                     | Giudici                                     | Giudici                                     | Giudici                                     | Totale                                      |                                             |                                             |
| Pos.    | Nazione          | Coppia                             | I                                           | II                                          | III                                         | IV                                          | V                                           | VI                                          | VII                                         | Totale                                      |                                             |                                             |
| Oro     | Canada           | Barbara Wagner Robert Paul         | 11,5 1,0                                    | 11,6 1,0                                    | 11,4 1,0                                    | 11,4 1,0                                    | 11,2 1,0                                    | 11,6 1,0                                    | 11,7 1,0                                    | 80,4 7,0                                    |                                             |                                             |
| Argento | Germania         | Marika Kilius Hans-Jürgen Bäumler  | 10,6 4,0                                    | 11,3 2,0                                    | 10,6 3,0                                    | 11,2 2,0                                    | 10,7 2,0                                    | 11,4 2,0                                    | 11,0 4,0                                    | 76,8 19,0                                   |                                             |                                             |
| Bronzo  | Stati Uniti      | Nancy Ludington Ronald Ludington   | 10,8 3,0                                    | 11,3 3,0                                    | 11,1 2,0                                    | 10,7 6,0                                    | 10,2 6,5                                    | 10,9 4,0                                    | 11,2 3,0                                    | 76,2 27,5                                   |                                             |                                             |
| 4       | Canada           | Maria Jelinek Otto Jelinek         | 10,9 2,0                                    | 11,2 4,0                                    | 10,4 4,0                                    | 10,9 3,0                                    | 10,4 4,0                                    | 10,5 7,0                                    | 11,6 2,0                                    | 75,9 26,0                                   |                                             |                                             |
| 5       | Germania         | Margret Göbl Franz Ningel          | 10,1 5,0                                    | 10,8 5,0                                    | 9,5 8,0                                     | 10,8 4,0                                    | 10,6 3,0                                    | 11,0 3,0                                    | 9,7 8,0                                     | 72,5 36,0                                   |                                             |                                             |
| 6       | Unione Sovietica | Nina Žuk Stanislav Žuk             | 9,9 7,0                                     | 10,6 6,0                                    | 10,1 5,0                                    | 10,7 5,0                                    | 10,3 5,0                                    | 10,6 5,0                                    | 10,1 5,0                                    | 72,3 38,0                                   |                                             |                                             |
| 7       | Germania         | Rita Blumenberg Werner Mensching   | 9,3 9,0                                     | 10,5 7,5                                    | 9,8 7,0                                     | 10,6 7,0                                    | 10,2 6,5                                    | 10,5 6,0                                    | 9,3 10,0                                    | 70,2 53,0                                   |                                             |                                             |
| 8       | Austria          | Diana Hinko Heinz Döpfl            | 9,2 10,0                                    | 10,5 7,5                                    | 10,1 6,0                                    | 9,9 8,0                                     | 10,0 8,0                                    | 10,3 9,0                                    | 9,8 6,0                                     | 69,8 54,5                                   |                                             |                                             |
| 9       | Unione Sovietica | Ljudmila Belousova Oleg Protopopov | 9,9 6,0                                     | 10,4 9,0                                    | 9,1 9,5                                     | 9,8 10,0                                    | 9,3 11,0                                    | 10,4 8,0                                    | 9,7 7,0                                     | 68,6 60,5                                   |                                             |                                             |
| 10      | Stati Uniti      | Maribel Owen Dudley Richards       | 9,5 8,0                                     | 10,2 10,0                                   | 9,0 11,0                                    | 9,4 12,0                                    | 9,8 9,0                                     | 10,0                                        | 9,6 9,0                                     | 67,5 69,0                                   |                                             |                                             |
| 11      | Stati Uniti      | Ila Ray Hadley Ray Hadley Jr.      | 9,0 12,0                                    | 9,7 13,0                                    | 8,9 12,0                                    | 9,8 9,0                                     | 9,4 10,0                                    | 9,9 11,0                                    | 9,0 11,0                                    | 65,7 78,0                                   |                                             |                                             |
| 12      | Australia        | Jacqueline Mason Mervyn Bower      | 9,1 11,0                                    | 9,9 11,0                                    | 8,8 13,0                                    | 9,5 11,0                                    | 8,4 13,0                                    | 9,5 12,0                                    | 8,5 12,0                                    | 63,7 83,0                                   |                                             |                                             |
| 13      | Sudafrica        | Marcelle Matthews Idris Gwyn Jones | 8,9 13,0                                    | 9,9 12,0                                    | 9,1 9,5                                     | 9,2 13,0                                    | 9,2 12,0                                    | 9,3 13,0                                    | 8,0 13,0                                    | 63,6 85,5                                   |                                             |                                             |